# Norman Bowman
Norman Bowman (Arbroath, 3 agosto 1969) è un attore britannico.

## Biografia
Dopo gli studi al London Academy of Performing Arts, Bowman ha fatto il suo debutto nel West End londinese nel 1996 con il musical Les Misérables, in cui interpretava lo studente Jean Prouvaire ed era il primo sostituto per il ruolo principale di Marius Pontmercy. Successivamente, interpretò ruoli di rilievo in produzioni regionali e tour britannici di musical di successo, tra cui Tony in West Side Story, Anthony in Sweeney Todd, Artie Green in Sunset Boulevard, Munkustrap in Cats e Danny in Grease, prima di tornare a recitare a Londra nel 2005, con il revival di Guys and Dolls alla Donmar Warehouse. In Guys and Dolls Bowman interpretava Henry the Horse ed era il sostituto di Ewan McGregor per il ruolo del protagonista Sky Masteron, un ruolo che interpretò diverse volte durante le repliche. Quando l'allestimento del musical fu portato in scena nel West End, Bowman divenne l'interprete principali del ruolo di Sky nel 2007. Nello stesso anno tornò a recitare alla Donmar nella prima britannica del musical di Jason Robert Brown Parade, a cui seguì High School Musical nel West End, nel ruolo di Coach Bolton.
Nel 2009 recitò a Londra nel musical Mamma Mia!, in cui interpretava Sam Carmichael, a cui seguì la tournée britannica della pièce End of the Rainbow ed il ritorno sulle scene londinesi nel 2012 con la sua interpretazione nel ruolo di Mack Sennett nel musical Mack and Mabel alla Southwark Playhouse. Apprezzato interprete shakespeariano, Bowman ha recitato anche in diverse opera di Shakespeare, interpretando Demetrio in Sogno di una notte di mezza estate, Curio ne La dodicesima notte, Ross nel Macbeth diretto da Kenneth Branagh, Nym nell'Enrico V con Jude Law nel ruolo eponimo ed il Duca di Cornovaglia in Re Lear. Nel 2016 è tornato a recitare in un musical a Londra per la prima volta in quattro anni, apparendo accanto a Ramin Karimloo e Kerry Ellis in Murder Ballad all'Arts Theatre. Nel 2017 è invece entrato nel cast di un revival di 42nd Street al Theatre Royal Drury Lane, in cui ha recitato accanto a Sheena Easton.

## Filmografia

### Cinema
- Assassinio sull'Orient Express (Murder on the Orient Express), regia di Kenneth Branagh (2017)
- L'ultima regina - Firebrand (Firebrand), regia di Karim Aïnouz (2023)

### Televisione
- Holby City – serie TV, episodi 10x32-10x48 (2008)
- The Spanish Princess – miniserie TV, puntata 2 (2019)
- Poldark – serie TV, episodi 5x02-5x03 (2019)

## Teatrografia parziale
- Les Misérables, musica di Claude-Michel Schönberg, libretto di Alain Boublil e Herbert Kretzmer, regia di Trevor Nunn e John Caird. Palace Theatre di Londra (1996)
- The Pirates of Penzance, musica di Arthur Sullivan, libretto di William Schwenck Gilbert, regia di Christopher Robinson. Tour britannico (1998)
- Master Class, di Terrence McNally, regia di Di Trevis. Bath Theatre Royal di Bath (1999)
- Cenerentola, scritto e diretto da Susie McKenna. Hackney Empire Theatre di Londra (1999)
- Guys and Dolls, musica di Frank Loesser, libretto di Abe Burrows e Jo Swerling, regia di Rachel Kavanagh. Crucible Theatre di Sheffield (2000)
- Antonio e Cleopatra, di William Shakespeare, regia di David Perry. Buvda Arts Festival di Buvda (2000)
- West Side Story, musica di Leonard Bernstein, libretto di Arthur Laurents, testi di Stephen Sondheim, regia di Alan Johnson. Grande Opera di York (2001)
- Sweeney Todd: The Demon Barber of Fleet Street, musica di Stephen Sondheim, libretto di Hugh Wheeler, regia di Chris Monks. New Street Theatre di Newcastle (2002)
- Sunset Boulevard, musica di Andrew Lloyd Webber, libretto di Christopher Hampton, testi di Don Black, regia di Robert Carsen. Tour britannico (2002)
- Cats, musica di Andrew Lloyd Webber, libretto di Thomas Stearns Eliot, regia di Trevor Nunn. Tour britannico (2003)
- Grease, colonna sonora e libretto di Jim Jacobs e Warren Casey, regia di Davild Gilmore. Tour britannico (2004)
- Guys and Dolls, musica di Frank Loesser, libretto di Abe Burrows e Jo Swerling, regia di Michael Grandage. Donmar Warehouse di Londra (2005)
- Carousel, musica di Richard Rodgers, libretto di Oscar Hammerstein II, regia di Angus Jackson. Chichester Theatre Festival di Chichester (2006)
- Guys and Dolls, musica di Frank Loesser, libretto di Abe Burrows e Jo Swerling, regia di Michael Grandage. Piccadilly Theatre di Londra (2007)
- Sogno di una notte di mezza estate, di William Shakespeare, regia di Chris Luscombe. Regent's Park Open Air Theatre di Londra (2007)
- Lady, Be Good, colonna sonora di George Gershwin, libretto di Guy Bolton e Fred Thompson, parole di Ira Gershwin. Regent's Park Open Air Theatre di Londra (2007)
- Parade, colonna sonora di Jason Robert Brown, libretto di Alfred Uhry, regia di Rob Ashford. Donmar Warehouse di Londra (2007)
- High School Musical on Stage!, dal film di Disney Channel, libretto di David Simpatico, regia di Jeff Calhoun. Hammersmith Theatre di Londra (2008)
- Alvaro's Balcony, colonna sonora e libretto di Sebastain Michael e Jonathan Kaldor, regia di Rob McWhir. Landor Theatre di Londra (2008)
- La dodicesima notte, di William Shakespeare, regia di Michael Grandage. Donmar Warehouse di Londra (2008)
- Mamma Mia!, colonna sonora degli ABBA, libretto di Catherine Johnson, regia di Phyllida Lloyd. Prince of Wales' Theatre di Londra (2009)
- End of the Rainbow, di Peter Quilter, regia di Terry Johnson. Tour britannico (2011)
- Vampirette, colonna sonora e libretto di Jonathan Choat, regia di Ed Curtis. Grand Opera di Manchester (2012)
- Mack and Mabel, colonna sonora di Jerry Herman, libretto di Michael Stewart, regia di Thom Southerland. Southwark Playhouse (2012)
- Finding Neverland, colonna sonora di Scott Frankel, libretto di Allan Knee, parole di Michael Korie. Curve Theatre di Leicester (2012)
- Macbeth, di William Shakespeare, regia di Kenneth Branagh e Rob Ashford. Manchester International Festival di Manchester (2013)
- Enrico V, di William Shakespeare, regia di Michael Grandage. Noel Coward Theatre di Londra (2013)
- Of Mice and Men, da John Steinbeck, regia Roxana Silbert. Birmingham Repertory Theatre di Birmingham (2014)
- Re Lear, di William Shakespeare, regia di Michael Buffong. Birmingham Repertory Theatre di Birmingham (2016)
- Murder Ballad, colonna sonora di Julia Jordan, libretto e testi di Juliana Nash, regia di Sam Yates. Arts Theatre di Londra (2016)
- 42nd Street, colonna sonora di Harry Warren, testi di Al Dubin, libretto di Michael Stewart, regia di Mark Bramble. Theatre Royal Drury Lane di Londra (2017)
- A Little Night Music, colonna sonora di Stephen Sondheim, libretto di Hugh Wheeler, regia di Rob Ashford. Gazebo di Tangeri (2019)
- Kiss Me, Kate, colonna sonora di Cole Porter, libretto di Samuel e Bella Spewack, regia di Walter Sutcliffe. Lyric Belfast di Belfast (2000)